# Parantica aspasia
Parantica aspasia är en fjärilsart som beskrevs av Fabricius 1787. Parantica aspasia ingår i släktet Parantica och familjen praktfjärilar. Inga underarter finns listade i Catalogue of Life.

## Bildgalleri

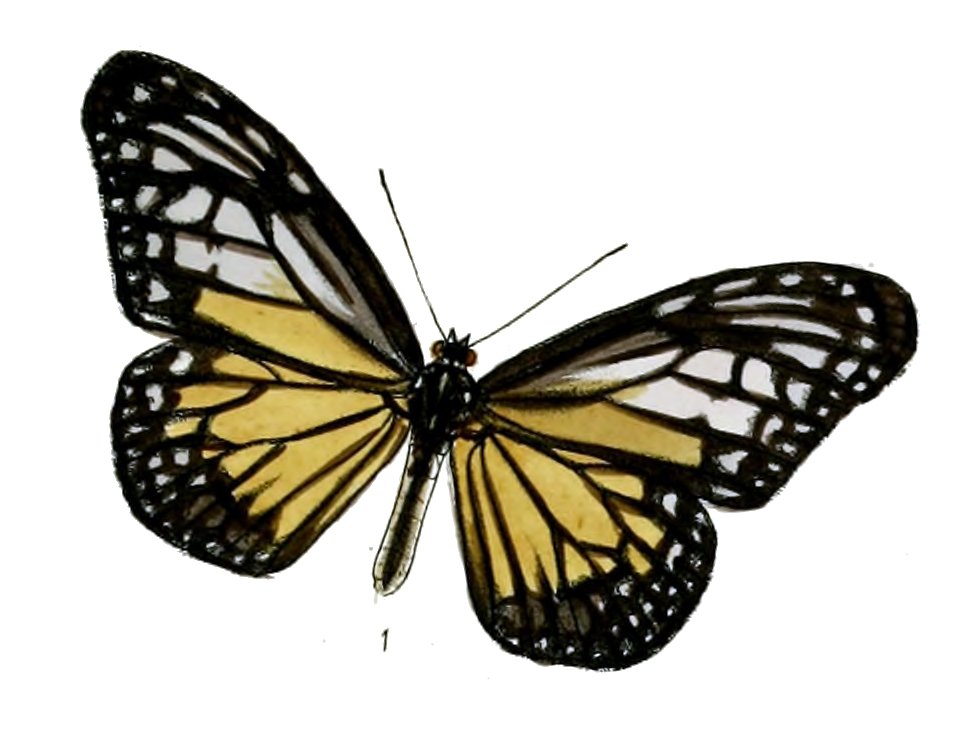
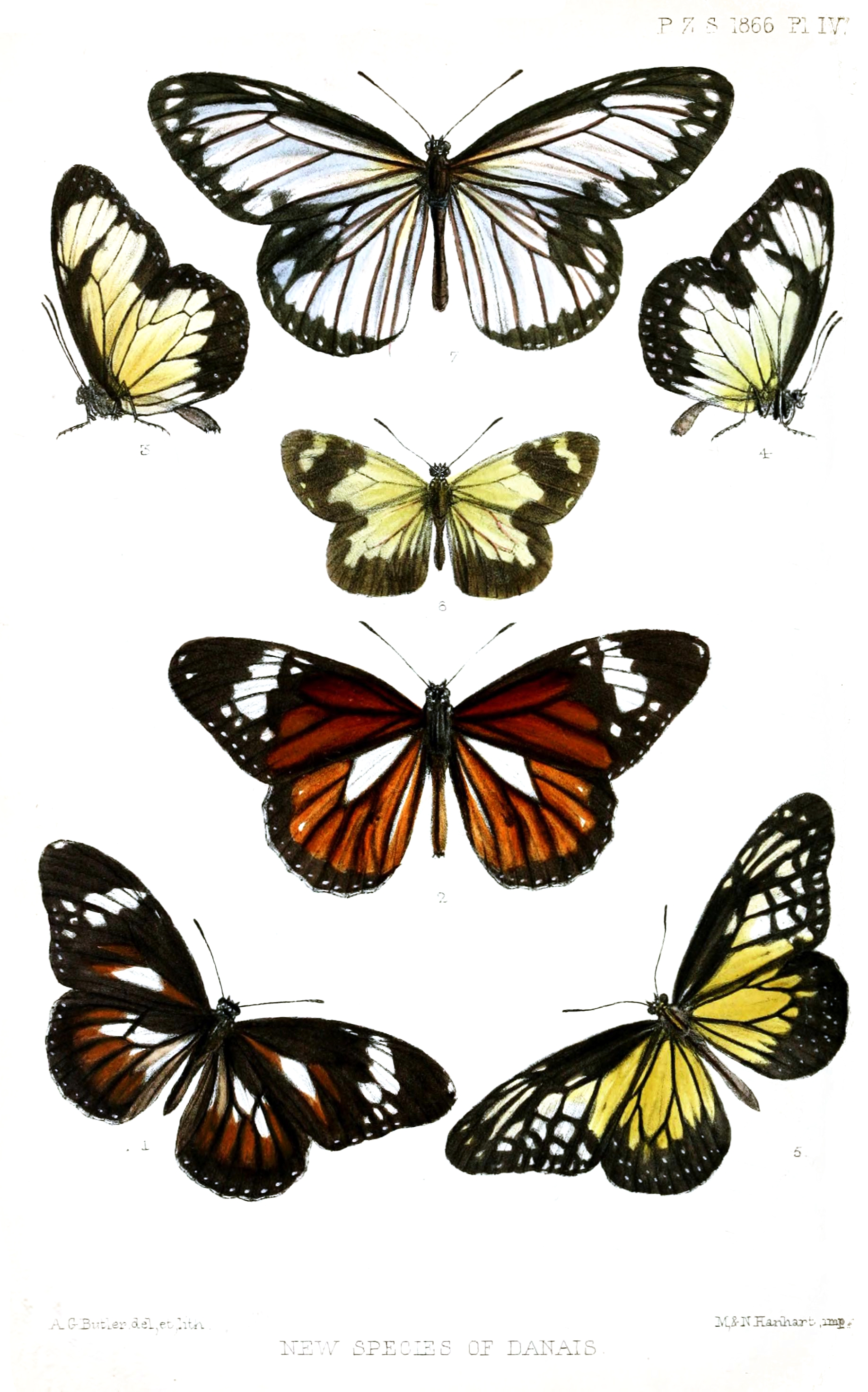
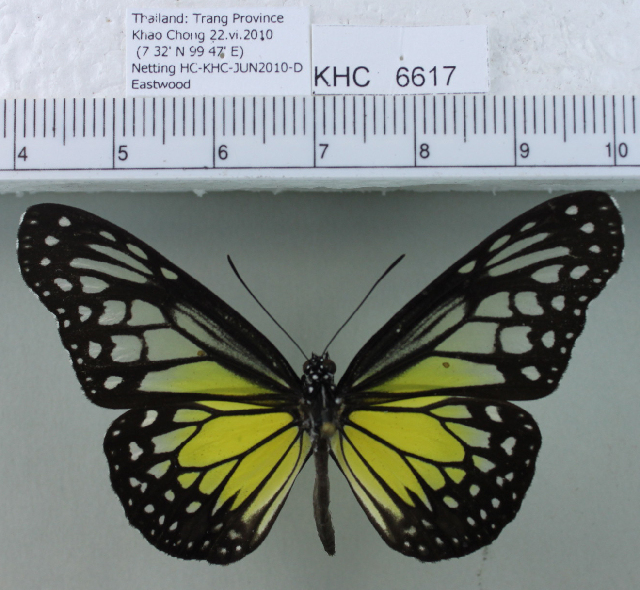
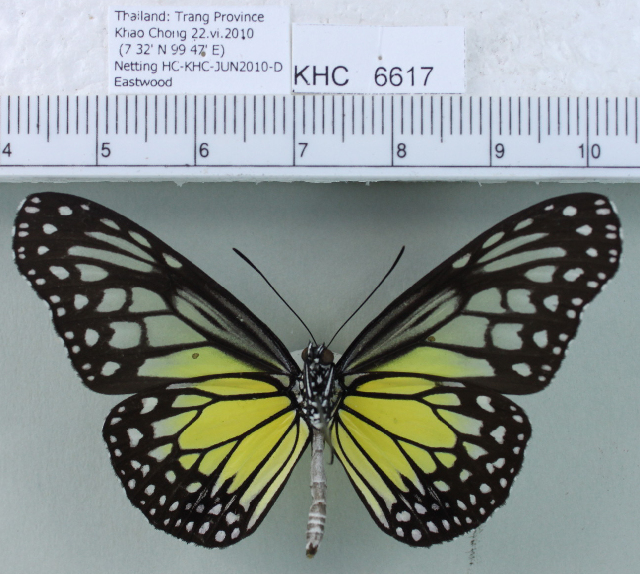